# Felix Van Groeningen
Felix Van Groeningen (Gand, 1º novembre 1977) è un regista e sceneggiatore belga.

## Carriera
Il suo film di debutto è Steve + Sky. Nel 2007 dirige Dagen Zonder Lief, mentre nel 2008 De helaasheid der dingen, adattamento di un libro di Dimitri Verhulst. Con questo film riceve il Premio Art Cinéma - Menzione Speciale al Festival di Cannes 2009. Nel 2012 dirige Alabama Monroe - Una storia d'amore, film grazie al quale riceve la nomination ai Premi Oscar 2014 nella categoria miglior film straniero e altre quattro nomination agli European Film Awards 2013.

## Filmografia

### Regista e sceneggiatore
- 50CC – cortometraggio (2000)
- Steve + Sky (2004)
- Dagen zonder lief (2007)
- De helaasheid der dingen (2009)
- Alabama Monroe - Una storia d'amore (The Broken Circle Breakdown) (2012)
- Belgica (2015)
- Beautiful Boy (2018)
- Le otto montagne (2022) – co-diretto insieme a Charlotte Vandermeersch

## Riconoscimenti
- David di Donatello
  - 2015 - Candidatura al miglior film dell'Unione europea per Alabama Monroe - Una storia d'amore
  - 2023 - Miglior film per Le otto montagne
  - 2023 - Candidatura al miglior regista per Le otto montagne
  - 2023 - Miglior sceneggiatura adattata per Le otto montagne
  - 2023 - Candidatura al David Giovani per Le otto montagne
- Festival di Cannes
  - 2009 - Candidatura al C.I.C.A.E. Award per De helaasheid der dingen
  - 2009 - C.I.C.A.E. Award - Special Mention per De helaasheid der dingen
  - 2022 - Candidatura alla Palma d'oro per Le otto montagne
  - 2022 - Premio della giuria per Le otto montagne
- Premio César
  - 2014 - Candidatura al miglior film straniero per Alabama Monroe - Una storia d'amore